# Giovanni Maria Vitelleschi
Pour les articles homonymes, voir Vitelleschi.
Giovanni Maria Vitelleschi (Tarquinia, v. 1390 – Rome, 1er avril ou 2 avril 1440) est un cardinal italien qui fut aussi condottiere, plus réputé par ses actes de guerre que ses actions pour l'Église catholique romaine.
Un palais porte son nom dans sa ville natale, le Palazzo Vitelleschi, qui héberge aujourd'hui le Musée archéologique national de Tarquinia. 

## Biographie
Il reçoit une instruction militaire dès son plus jeune âge dans la compagnie de fortune d’Angelo Tartaglia et perfectionne son éducation au service du pape Martin V, qui le nomme protonotaire apostolique.
Il est élu évêque de Macerata et de Recanati le 16 avril 1431. Engagé par le pape Eugène IV pour commander les troupes papales, il conduisit les opérations militaires contre la faction des Colonna, qui étaient en lutte contre le pape Eugène IV pour le renversement de leur fortune politique lorsque le pape Martin V qui appartenait à leur famille était mort. Le Vitelleschi réussit à réprimer la révolte, pour laquelle le Pape avait fui en exil à Florence en 1434, à la suite de la restauration d’une éphémère République romaine. Pour réussir à reprendre la ville, Vitelleschi ne fut pas étranger à des actes de férocité et de cruauté, ce qui était assez courant à l’époque, en plus d’abolir le droit romain en vigueur. L’entreprise prend fin en octobre 1434, avec la victoire des papaux et le retour du pape. Il commande ensuite les troupes papales contre Alphonse d’Aragon, qui veut s’emparer du trône de Naples.
Pour être récompensé de ses exploits le 21 février 1435, le Pape lui accorde le titre, désormais purement honorifique de patriarche d’Alexandrie, tenant les diocèses de Macerata et Recanati, et le 12 octobre de la même année il est nommé archevêque de Florence (après Amerigo Corsini) sans renoncer au titre patriarcal. Il conserve les deux charges en même temps, mais en fait, il n’a pas eu l’occasion de s’y consacrer : à Florence, par exemple, il délègue ses fonctions à l’archevêque de Pise, l’évêque de Fiesole et sir Giuliano de Niccolò Davanzati. Toujours en 1435, le pape lui attribue la seigneurie sur Sansepolcro, qu’il avait reprise aux Malatesta de Rimini en 1430.
En 1436, il reçoit de la part du pape l’ordre de réprimer les turbulences des barons romains qui avaient occupé Terracina après s’être rebellés contre le pape Eugène IV. Rassemblés fantassins et chevaux, Vitelleschi affronte les milices adverses près d’Albano, gagne leur capitaine Francesco Savelli et occupe en 1437 Palestrina en la détruisant et Zagarolo, forçant Renzo Colonna à fuir. Il attaque ensuite Antonio da Pontedera, le bat et le fait pendre, réussissant finalement à dompter les barons.
La même année, il fit construire à Tarquinia le palais Vitelleschi, actuel siège du Musée archéologique national.
Il est nommé préfet des armes pontificales et cardinal lors du consistoire du 9 août 1437 par le pape Eugène IV et reçoit le titre de Lorenzo in Lucina. À cette occasion, il renonça au siège florentin, qui passa à Ludovico Scarampi, même si souvent il commença à être appelé le "cardinal florentin". Il reçoit cependant le diocèse de Trogir in commendam, qu’il conserve jusqu’à sa mort.
En 1439, il reçoit l’ordre du pape d’éradiquer la famille Trinci. Il assiège Foligno avec le cardinal Cusano et le condottiere Ranuccio Farnese l’Ancien et la conquiert, faisant prisonnier Conrad III Trinci avec ses deux fils.
Machiavel le cite dans ces Histoires florentines :
Jean Vitelleschi [...] devenu en dernier cardinal, fut [...] vif d’esprit et rusé; et c’est pourquoi il sut tant opérer, 
que le Pape l’a beaucoup aimé et qu’il a chargé les armées de l’Église; et de toutes les entreprises que le Pape en Toscane, 
en Romagne, dans le Royaume et à Rome, il en fut le capitaine : des vagues qui prirent tant d’autorité dans les nations et dans le Pape, qui 

Celui-ci craignait de lui commander, et les gens ne lui obéissaient qu’à lui et non à d’autres.
(Livre V, Chapitre XXVII)

Les espions florentins contrôlaient secrètement sa correspondance et interceptèrent ainsi quelques lettres à Niccolò Piccinino, le chef d’une bande de fortune qui commettait des pillages et des dévastations en Toscane. Bien que le message ait été codé et plein d’allusions, il a été interprété comme dangereux pour le pape, de sorte qu’Eugène IV a saisi l’occasion pour emprisonner l’homme désormais trop puissant. La manière dont il fut capturé à Rome au Château Saint-Ange par le châtelain Antonio Rido de Padoue est aussi racontée par Machiavel :
Le patriarche [Il Vitelleschi] avait délibérément passé en Toscane; et voulant le jour suivant partir de Rome 
signifia au Castellano que le matin il fut au-dessus du pont du château, parce que, passant, il ne voulait rien raisonner. [... Le Châtelain] attendit le Patriarche au-dessus du pont qui, par la forteresse de celle-ci, on peut, selon la nécessité, lever et placer. 
Et comme le Patriarche fut sur celui-là, l’ayant d’abord raisonné avec fermeté, il fit allusion à son 
Ils levèrent le pont, de sorte que le Patriarche se trouva tout d’un coup, commandant des armées, prison d’un châtelain.
Les gens qui étaient seconds se mirent d’abord à gronder; puis, après avoir entendu la volonté du Pape, ils se calment. 
Mais le Châtelain, réconfortant avec des paroles humaines le Patriarche, et lui donnant l’espérance de bien, lui répondit 
que les grands hommes ne se démenaient pas pour le quitter, et ceux qui méritaient d’être pris, ne méritaient pas d’être abandonnés. Et ainsi peu après, mourut en prison.»

(Historie florentine, Livre V, Chapitre XXVII)
La famille Vitelleschi a cependant conservé un prestige considérable en Italie centrale. Le neveu de Giovanni, Bartolomeo Vitelleschi, fut évêque de Montefiascone et de Corneto ; en cette qualité, il prêta son obéissance à l’antipape Félix V et fut créé cardinal, ou plutôt pseudo-cardinal du titre de saint Marc le 6 avril 1444.